# Trolltjärnen (Lycksele socken, Lappland, 718166-166095)
Trolltjärnen är en sjö i Lycksele kommun i Lappland och ingår i Umeälvens huvudavrinningsområde.